# Ànafes I
Ànafes I (en llatí Anaphēs, en grec antic Ἀνάφης Anaphēs) era un dels set nobles perses que van matar a l'usurpador Esmerdis l'any 521 aC.
Es deia descendent en línia directa d'Atossa, germana de Cambises I, rei d'Anxan (580 aC–559 aC), el para de Cir el Gran. Els reis de Capadòcia el tenien com ancestre. Segons això Ànafes I va ser nomenat sàtrapa, cosa que devia passar cap a l'any 520 aC. El va succeir el seu fill Ànafes II, i a aquest, Dàtames (Δατάμης), segons Diodor de Sicília, però Ànafes I i II de Capadòcia van governar uns cent anys abans, i Ànafes II no és pas esmentat com ancestre de Dàtames. Ctèsias de Cnidos diu que va ser el pare de la reina Amastris, esposa de Xerxes I de Pèrsia. Va dirigir la flota que va combatre a la batalla de Salamina. Ctèsias menciona Ànafes I, però a la llista d'Heròdot al seu lloc s'esmenta a Òtanes. A la Inscripció de Behistun se l'anomena Utana.